# 特选巴士服务
特选巴士服务（SBS; 风格化为 +selectbusservice）是MTA區域巴士營運使用的一个品牌，用于纽约市内具有某些巴士快速交通系統的限站公交线路。第一条SBS线路于2008年实施，目的是提高繁忙长距离走廊的运行速度和可靠性。
SBS 线路采用车辆分隔、摄像头加强的巴士专用道；公共汽车站的人行道延伸；站点之间的距离相对较长；沿走廊的车辆转弯限制；以及下一班公共汽车的行车信息屏幕。第一条线路是沿福特汉姆路和佩勒姆公园路的Bx12；截至2019年7月，该系统已扩展到沿17条走廊的20条SBS线路。计划到2027年再增加20条线路。

## 历史
2002 年，Schaller咨询公司对纽约市潜在的快速公交服务进行了研究。 2004年，MTA与纽约市交通局和纽约州交通部合作，对快速公交系统进行了初步研究，在全市范围内研究了 80 条走廊。
2004 年末，MTA确定了五个实施快速公交系统的走廊，五个区各一个：布朗克斯的福德汉姆路/佩勒姆公园道走廊、曼哈頓的第一大道和第二大道、皇后區的梅里克大道、布鲁克林的诺斯特兰大道和史泰登岛的海兰大道。已确定实施或扩建四条公交优先走廊（三条在曼哈顿，一条在布朗克斯）：麥迪遜大道（扩建）、第五大道、第34街和韦伯斯特大道。
2008年3月，“特选巴士服务”计划向公众公布。在宣布该计划时，MTA和时任市长迈克尔·布隆伯格曾表示，在其他交通走廊实施该计划的前提条件是拥堵定价获得通过，但该计划最终未能通过立法机构的表决。
快速公交系统的主要特征包括专用车道、车道排列以减少与其他车辆的冲突、频繁的服务、车外收费、有遮挡的车站、站台层上车以及智能交通系统 (ITS) 特征，如公交信号优先:99 交通与发展政策研究所 (ITDP) 2011 年的一项研究确定，SBS 系统最好归类为 "非快速公交"，因为它缺乏快速公交标准的许多特征。

### 走廊

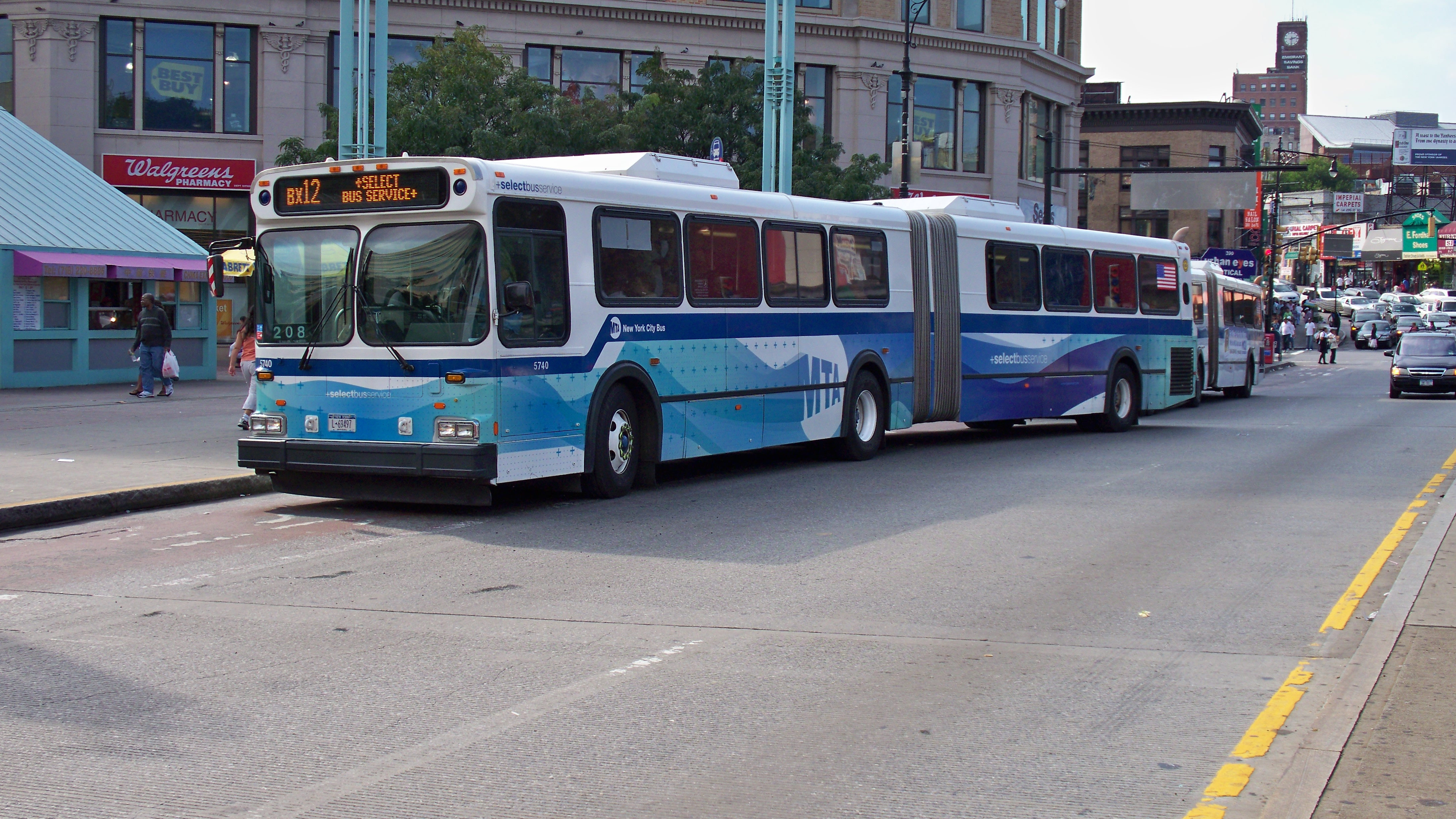
2008年的Bx12特选巴士服务，这是纽约市第一条SBS线路。

第一条特选巴士服务走廊于2008年6月29日投入使用，位于沿第207街、福德汉姆路和佩勒姆公园路的Bx12线路上。2010年10月10日，在新的低地板公交车交付后，第二条线路M15开始提供特选巴士服务。M34/M34A线路于2011年11月13日开始特选巴士服务。最初计划在第34街修建一条公交车道，要求取消第34街作为直通街道的地位，但后来放弃了这一计划，转而采用标准的SBS模式。
B44（罗杰斯/贝德福德/诺斯特兰德大道）线路是该市第五条SBS走廊，在新的自动售票机投入使用后，于2013年11月17日开始运营。S79（海兰林荫路/里士满大道）线路最初计划于2013年转换为特选巴士服务，但提前至2012年9月2日。S79线路在本地服务中的对应线路是S78和S59。
第六条走廊，也是布朗克斯的第二条走廊，Bx41（韦伯斯特大道）线路于2013年6月30日开始运营。这条线路是第一条开始运营的“第二阶段”SBS线路（现有走廊加上B44构成第一阶段）。
第七条走廊，也是曼哈顿的第三条线路，即通往拉瓜迪亚机场的M60（第125街—羅伯特·肯尼迪大橋—阿斯托利亚林荫路）线路，已于2014年5月25日转为特选巴士服务。本地服务由与M60线路并行的其他线路（M100、M101、Bx15和Q19）取代。
第八条特选巴士服务线路，也是曼哈顿的第四条线路，是在第86街运行的M86线路，原计划于2015年6月28日开始运行，但被推迟到2015年7月13日。该线路不包括停靠站点的重大变化。
第九条走廊，也是布鲁克林的第二条走廊，是位于犹提卡大道的B46线路。实施后，B46的本地和特选公交服务线路改变了北部终点站，以提高可靠性。原计划于2015年秋季实施，已于2016年7月3日开始实施。
第十条走廊，也是皇后区的第一条走廊，是于2015年11月29日开始在东177街（跨布朗克斯快速路辅路）和缅街上运行的Q44限站线路。布朗克斯区的部分站点被合并为更繁忙的站点，以提供更快的服务，皇后区的部分站点被Q20A/B本地线路取代。由于Q20支线均不进入布朗克斯区，而Q44只在深夜提供本地服务，因此Q44在布朗克斯动物园和牙买加之间获得了全天候SBS服务。Q20A取代了皇后区深夜的Q44本地线路。
2016年9月，第十一条走廊，也是皇后区的第二条线路：Q70，被重新命名为“拉瓜迪亚连接线”，成为一条SBS线路。与其他SBS线路不同的是，Q70采用了浅蓝色的云彩和飞机图案，以鼓励更多的人在出入机场时使用公共交通。这是MTA Bus品牌的第一条SBS线路。
M23是第十二条走廊，也是曼哈顿的第五条走廊，于2016年11月6日成为特选公交服务线路，在部分站点设有公交专用道和倒计时钟，取代了M23本地服务，耗资170万美元。
M79于2017年5月成为SBS线路，沿线安装了公交专用道。Bx6在建成公交专用道和拓宽人行道后，于2017年9月成为SBS线路。它通过在乘客量大的站点停靠来补充本地服务。这是布朗克斯的第三条SBS线路。2017年11月，Q52和Q53路线沿伍德海文大道和跨湾大道实施了选择性公交服务。
2018年10月1日，B82沿国王大道实施了特选巴士服务，取代了之前的限站服务。
为应对第14街隧道的关闭，曾拟议在2019年初开通一条临时M14特选巴士服务线路。该线路将在第十大道和斯泰维森特湾渡口之间运行，并提供M14A和M14D的本地服务。在2019年4月隧道关闭期间，还将开通另外五条临时线路。然而，2019年1月3日，州长安德鲁·库默改变了停运计划，拟议的SBS线路被搁置。2019年2月，MTA宣布计划在M14A和M14D上实施SBS，并于2019年7月1日开始实施。
目前所有SBS通道都安装了摄像头，限制非公交车平日在这些车道上行驶，公交车道位于路边，并用红色油漆标示。如果公交车道是偏移车道（即与路边相隔一条车道），则除紧急情况外，任何时候都限制非公交车通行。

## 票价和付款
SBS的票价与纽约市公交所有本地和限站巴士的票价相同，均为2.9美元，可使用 都会卡或在每个站点的售票亭投币支付，Q70免费除外。在SBS巴士上也可以使用 MTA新推出的OMNY票价支付系统支付车费，只需在任何车门的OMNY阅读器上刷非接触式银行卡、智能设备或OMNY卡即可，S79 SBS除外。与纽约市其他公交线路不同的是，SBS的车费收取采用支付证明系统。
乘客必须在上车前到指定站点候车亭内的付费站支付车费（对于使用统一票务系统的乘客，统一票务系统在上车时有效），或使用OMNY在任何车门处支付车费。支付车费后，必须在一小时内在该站上车。乘客可以从两个或三个车门中的任何一个上车（取决于巴士车队），但S79 SBS除外，因为该路公交车的车费是在车上支付的，所以所有乘客都从前门上车。
纽约市交通局验票员（组成“EAGLE”小组）、纽约市警察局警官或MTA警官会检查乘客的付款收据。OMNY用户的付款方式将由EAGLE小组携带的读卡器验证，以确保付款证明。无法出示收据的乘客将被处以最高100美元的罚款。这些检查是随机进行的，或在特定车站对整辆公交车进行检查。
付款收据只对乘客上车的站点有效（例如，M34/M34A SBS收据不能在M15 SBS上使用）。从一条SBS线路换乘另一条线路时，必须在该线路的售票机上领取第二张收据。OMNY乘客必须在下一段行程中使用相同的付款方式才能获得免费换乘。都会卡也提供线路之间的免费换乘。

### 售票机

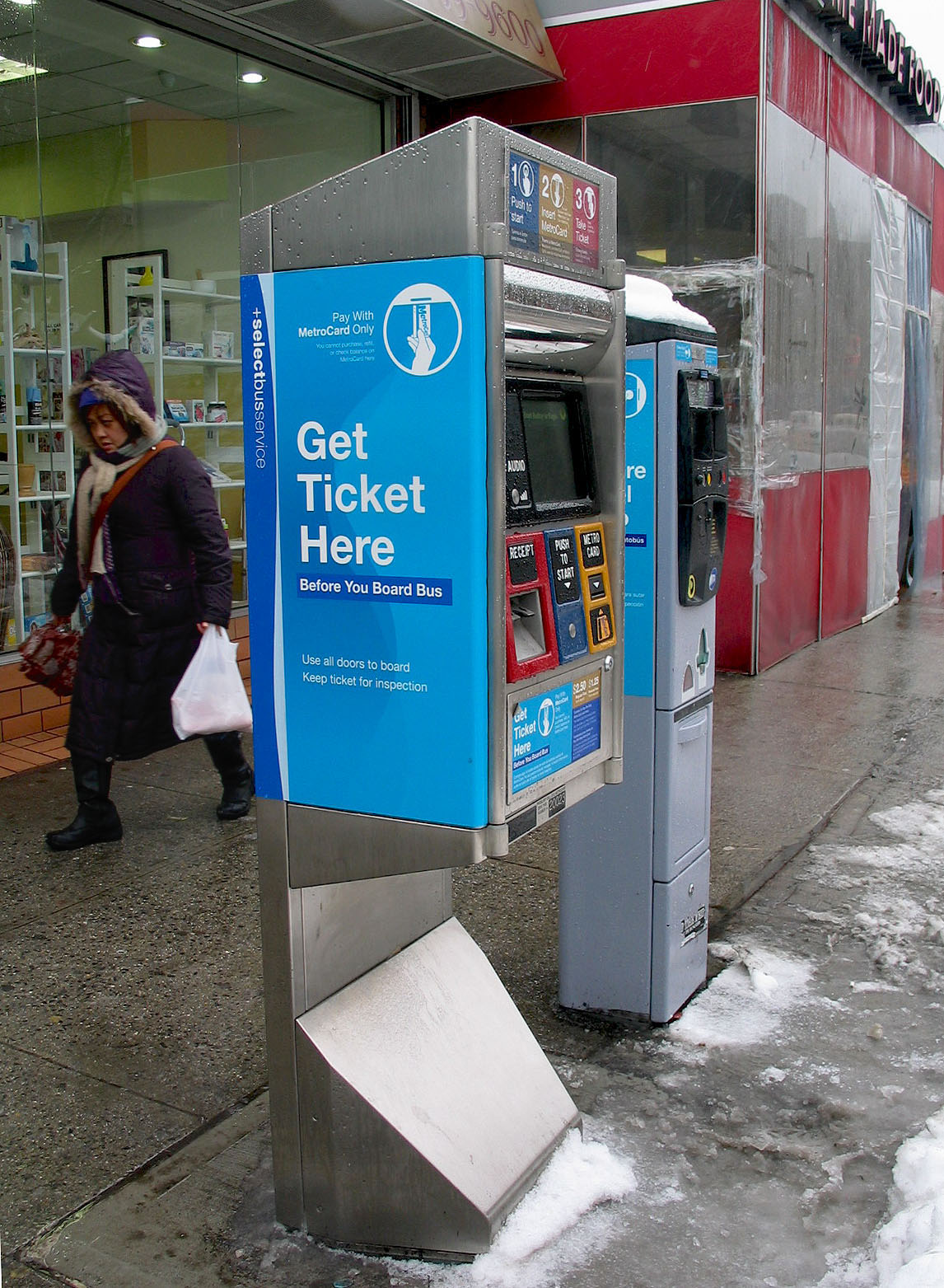
B44 SBS 线路使用的售票机

特选公交服务售票机由现有的MTA和DOT设备改装而成。MetroCard支付采用 MetroCard售票机，其设计类似于紐約地鐵使用的MetroCard自动售票机（称为、MetroCard Express Machine），但没有触摸屏。投币式自动售票机使用的是经过改装的Parkeon Muni计价器。2008年，Bx12上最初使用的自动售票机由 MetroCard Express自动售票机和第一代Parkeon多空位设备的改装版组成，现已被替换。

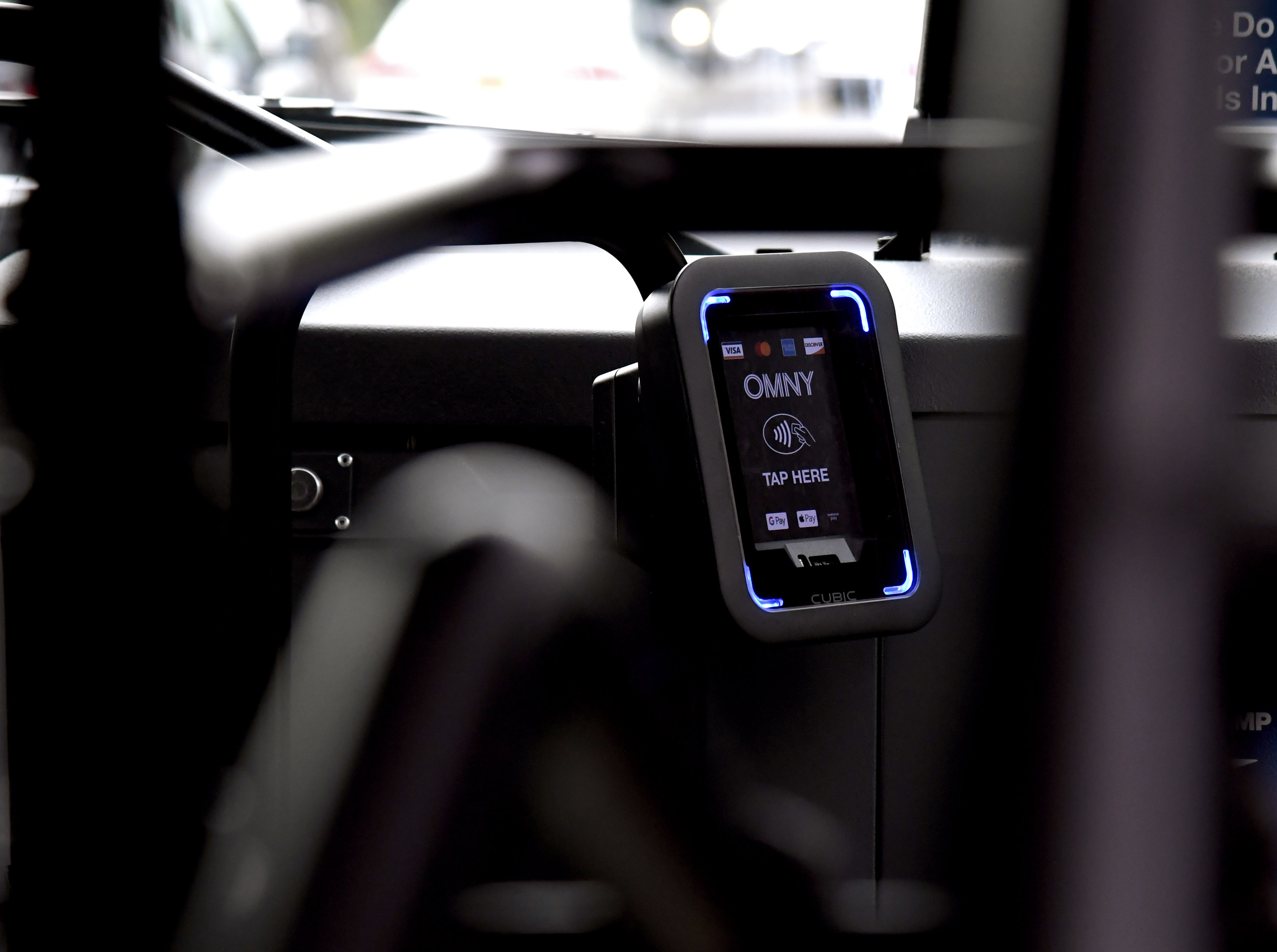
安装在巴士上的OMNY阅读器

自2020年起，SBS巴士的每个车门上都安装了OMNY阅读器，乘客可以使用非接触式卡、智能设备或OMNY卡支付车费。
1. ↑   (PDF). Schaller Consulting, Transportation Alternatives, New York Public Interest Research Group. June 2002  [December 24, 2015]. （原始内容存档 (PDF)于2016-03-04）.
2. 1 2   (PDF). nyc.gov. Metropolitan Transportation Authority, New York City Department of Transportation. September 23, 2009  [March 7, 2016].
3. ↑   (PDF). Metropolitan Transportation Authority, New York City Department of Transportation, New York State Department of Transportation. 2004  [February 15, 2016]. （原始内容 (PDF)存档于May 12, 2005）.
4. ↑   (PDF). Metropolitan Transportation Authority, New York City Department of Transportation. January 12, 2009  [March 4, 2016]. （原始内容存档 (PDF)于2016-10-03）.
5. ↑   (PDF). Metropolitan Transportation Authority, New York City Department of Transportation. January 12, 2009  [March 4, 2016]. （原始内容存档 (PDF)于2016-10-03）.
6. ↑  Aaron, Brad. . April 17, 2008  [July 1, 2008]. （原始内容存档于October 31, 2016）.
7. ↑   (PDF). Metropolitan Transportation Authority, New York City Department of Transportation, New York State Department of Transportation. June 8, 2007  [April 10, 2016]. （原始内容 (PDF)存档于2017-02-09）.
8. ↑  .   [July 1, 2008]. （原始内容存档于2011-06-16）.
9. 1 2  .   [July 1, 2008]. （原始内容存档于2013-11-17）.梅里克大道走廊最终因社区反对而被取消，原因是失去了停车位。
10. ↑  Higashide, Steven. . July 15, 2009  [October 19, 2007]. （原始内容存档于2011-07-28）.
11. ↑  Weickgenant, Joel. . Queens Chronicle. April 12, 2007  [July 1, 2008].[]
12. ↑  Staten Island Advance. . SILive.com. June 15, 2009  [April 28, 2014]. （原始内容存档于2014-04-29）.
13. ↑  . March 25, 2008  [July 1, 2008]. （原始内容存档于2011-07-28）.
14. ↑  . March 25, 2008  [February 18, 2018]. （原始内容存档于2020-10-29）.
15. ↑  Cham, Laura Cecilia.  (学位论文). Massachusetts Institute of Technology. 2006. hdl:1721.1/34381.
16. ↑  Weinstock, Annie; Hook, Walter; Replogle, Michael; Cruz, Ramon.  (PDF). Institute for Transportation and Development Policy: 45–46. May 2011. （原始内容存档 (PDF)于January 25, 2017）.
17. ↑  Lew, Alexander. . Wired.com blog network. June 30, 2008  [July 1, 2008]. （原始内容存档于2008-12-29）.
18. ↑   (PDF): 76.   [August 13, 2010].[永久]
19. ↑   (PDF). New York City Department of Transportation.   [April 4, 2010]. （原始内容 (PDF)存档于April 24, 2019）.
20. ↑  . Second Ave. Sagas. March 3, 2011  [September 25, 2016]. （原始内容存档于2020-10-26）.
21. ↑   (PDF). nyc.gov. New York City Department of Transportation. August 2012  [September 25, 2016]. （原始内容存档 (PDF)于2020-10-19）.
22. ↑  Aaron, Brad. . April 17, 2008  [July 1, 2008]. （原始内容存档于October 31, 2016）.
23. ↑  .   [July 1, 2008]. （原始内容存档于2013-11-17）.
24. ↑  Higashide, Steven. . July 15, 2009  [October 19, 2007]. （原始内容存档于2011-07-28）.
25. ↑   (PDF).   [September 18, 2016]. （原始内容 (PDF)存档于October 8, 2018）.
26. ↑  . DNAinfo New York. （原始内容存档于January 22, 2015）.
27. ↑  . NYC.gov.   [2024-07-27]. （原始内容存档于2020-12-01）.
28. ↑  . NYC.gov.   [2024-07-27]. （原始内容存档于2020-10-29）.
29. ↑    - Miranda Katz. . Gothamist.   [June 16, 2016]. （原始内容存档于June 18, 2016）.
  - . Governor Andrew M. Cuomo. June 14, 2016  [June 16, 2016]. （原始内容存档于November 24, 2020）.
30. 1 2    -  (PDF). www.mta.info. Metropolitan Transportation Authority. June 17, 2016  [June 17, 2016]. （原始内容 (PDF)存档于August 7, 2016）.
  - . web.mta.info. Metropolitan Transportation Authority. October 2016  [October 31, 2016]. （原始内容存档于2020-07-04）.
31. ↑  mtainfo, , April 24, 2017  [April 24, 2017], （原始内容存档于2021-12-21）
32. ↑    - . DNAinfo New York.   [October 10, 2016]. （原始内容存档于October 11, 2016）.
  - . Scribd. New York City Department of Transportation. October 5, 2016  [October 10, 2016]. （原始内容存档于2020-05-30）.
33. ↑   (PDF). nyc.gov. April 2017  [April 28, 2017]. （原始内容存档 (PDF)于2020-10-19）.
34. ↑  . nyc.gov. New York City Department of Transportation. April 23, 2014  [April 28, 2014]. （原始内容存档于2014-04-28）.
35. ↑   (PDF). nyc.gov. New York City Department of Transportation. January 10, 2017  [April 29, 2017]. （原始内容存档 (PDF)于2020-10-20）.
36. ↑   (PDF). nyc.gov. New York City Department of Transportation. March 13, 2018  [April 9, 2018]. （原始内容存档 (PDF)于2020-10-19）.
37. ↑   (PDF). Metropolitan Transportation Authority: 201–205. July 23, 2018  [July 23, 2018]. （原始内容 (PDF)存档于April 24, 2019）.
38. ↑  Pereira, Sydney. . The Villager (Manhattan). January 4, 2019  [January 14, 2019]. （原始内容存档于2019-07-01）.
39. ↑  Berger, Paul. . Wall Street Journal. January 3, 2019  [January 4, 2019]. （原始内容存档于2019-01-04）.
40. ↑  Fitzsimmons, Emma G.; Goldmacher, Shane. . The New York Times. January 3, 2019  [January 3, 2019]. ISSN 0362-4331. （原始内容存档于2019-01-03） （美国英语）.
41. ↑  Siff, Andrew. . NBC New York. January 3, 2019  [January 4, 2019]. （原始内容存档于2019-01-03）.
42. ↑  . CBS New York. June 11, 2019  [June 11, 2019]. （原始内容存档于2019-06-11）.
43. ↑  Spivack, Caroline. . Curbed NY. June 11, 2019  [June 11, 2019]. （原始内容存档于2019-06-11）.
44. ↑  . omny.info.   [2020-10-19]. （原始内容存档于2020-04-08） （英语）.
45. 1 2 3  Neuman, William. . The New York Times. June 29, 2008  [July 1, 2008]. （原始内容存档于2020-09-25）.
46. 1 2 3   (PDF). American Public Transportation Association. 2013  [January 20, 2016]. （原始内容存档 (PDF)于2017-03-05）.
47. 1 2   (PDF). Metropolitan Transportation Authority. October 2009  [January 8, 2016]. （原始内容存档 (PDF)于2016-03-04）.
48. ↑   (PDF). New York City Department of Transportation, Metropolitan Transportation Authority. 2009  [2024-07-27]. （原始内容存档 (PDF)于2020-10-19）.
49. ↑  . Metropolitan Transportation Authority, New York City Department of Transportation.   [January 8, 2016]. （原始内容存档于2016-03-04）.
50. ↑   (PDF). 34th Street Partnership. 2012  [January 8, 2016]. （原始内容 (PDF)存档于2019-04-24）.